# Bohnenspiel
Il Bohnenspiel (noto anche come Baltisches Bohnenspiel, Kardis-Bohnenspiel, Badari), letteralmente "gioco dei fagioli", è un gioco da tavolo astratto della famiglia dei mancala, e molto simile al Wari. Si può considerare l'unico mancala della "tradizione europea": veniva infatti giocato, almeno dal XIX secolo, dall'aristocrazia tedesca nelle province baltiche dell'Impero russo, e da queste regioni si diffuse poi, nello stesso secolo, ad altre nazioni europee (per esempio Svizzera e Prussia). Ancora oggi il gioco è piuttosto diffuso nei paesi europei orientali. Qui, alcuni lo giocano usando come tavoliere le confezioni di uova da 12, idea originaria della Repubblica Democratica Tedesca, dove il Bohnenspiel si diffuse col nome "Badari".

## Regole
Il bohnenspiel utilizza un tavoliere 6x2, inizialmente equipaggiato con 6 pezzi per buca. Le regole sono essenzialmente uguali a quelle del Wari, eccetto che la cattura avviene dalle buche che contengono 2, 4 o 6 semi. Il gioco termina quando uno dei due giocatori non può più muovere; l'avversario cattura tutti i semi rimasti in gioco.